# Venografía
La venografía (también llamada flebografía o flebografía ascendente) es un procedimiento en el que se toma una radiografía de las venas, un venograma, después de inyectar un colorante especial en la médula ósea o las venas. El tinte se debe inyectar constantemente a través de un catéter, por lo que es un procedimiento invasivo. Normalmente, el catéter se inserta por la ingle y se mueve al sitio apropiado navegando a través del sistema vascular.
La venografía de contraste es el estándar principal para diferenciar los métodos de diagnóstico por imágenes para la trombosis venosa profunda; aunque, debido a su costo, invasividad y otras limitaciones, esta prueba rara vez se realiza.
La venografía también se puede utilizar para distinguir los coágulos de sangre de las obstrucciones en las venas, para evaluar los problemas congénitos en las venas, para ver cómo funcionan las válvulas profundas de las venas de las piernas o para identificar una vena para el injerto de derivación arterial.
Las áreas del sistema venoso que se pueden investigar incluyen las extremidades inferiores, la vena cava inferior y las extremidades superiores.